# بازار وكيل
بازار وكيل: أو سوق وكيل التأريخي، هو سوق تراثي إيراني قديم يعود إلى العصر الزندي ويُعرَف باسم (بازار وكيل) والذي يُعتبَر من روائع الهندسة المعمارية للقرن الثاني عشر الهجري حيث تم تشييده قديماً بأمر من الحاكم كريم خان زند عام (1758-1779) للميلادي وهو مؤسس السلالة الزندية. يقع هذا السوق في مدينة شيراز مركز محافظة فارس  كما وبُني بجانب هذا السوق حمام وجامع وكيل الاثري. كان هذا السوق مركزاً رئيساً لجميع الشؤون التجارية بما فيها بيع وشراء البضائع المحلية والأجنبية، وإجراء المعاملات التجارية وفق نظام المقايضة، وإصدار التحويلات التجارية وصرف العملات وما إلى ذلك.
- ان الاسواق التاريخية وعلى الأخص الاسواق التاريخية الإيرانية ومنها سوق وكيل في مدينة شيراز  لا تُعد فحسب مراكز تجارية قديمة وفسيحة لم تزل تحتفظ على مكانتها الإقتصادية المرموقة بل تُعتبَر في الواقع صروحاً فخمة مبنية طُبقاً للظروف والقواعد الخاصة والتي تُعتبَر غنية بالثقافة وقِدَم التاريخ.[12]

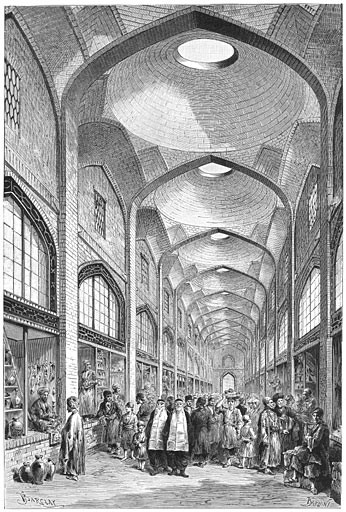
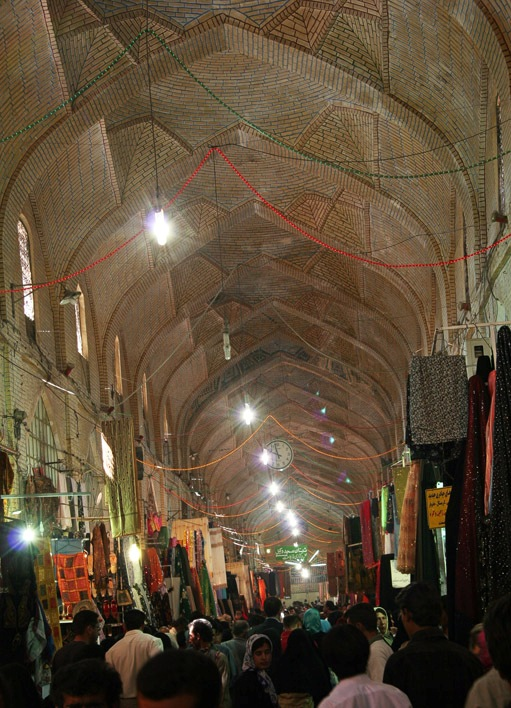
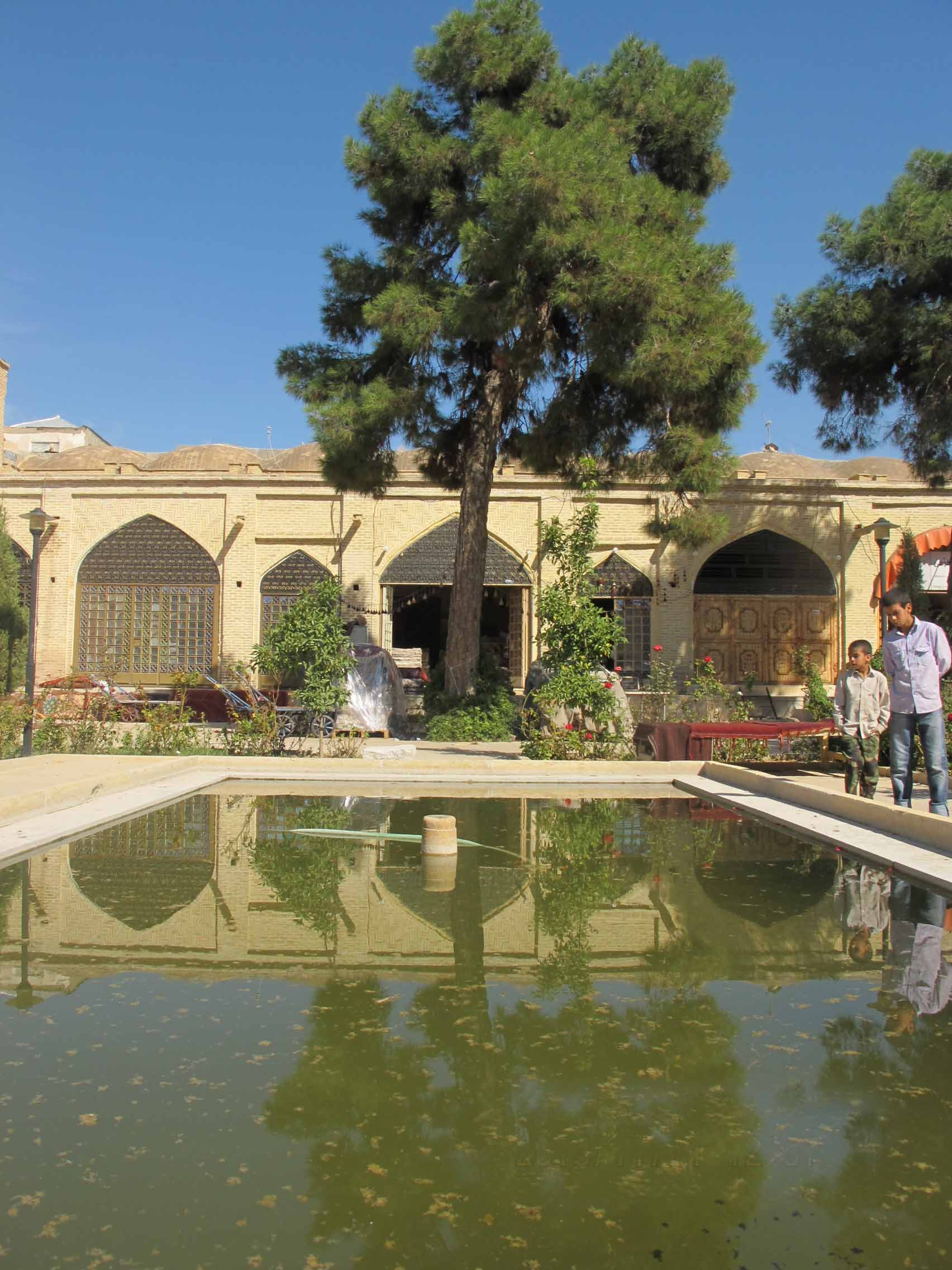

## فن العمارة
فن العمارة المتبع في هذا السوق التراثي مستوحاة من سوق (قيصرية لار) وكذلك من سوق (أصفهان القديم) الذي شُيدَ بأمر من الملك عباس الصفوي إلا أن الميزة التي يختص بها هذا السوق أنه أكثر عَرضاً من سائر الأسواق التراثية في إيران وكذلك اشتماله على عدد أكبر من فتحات التهوية الموجودة طوال سقفه المرتفع والتي يبلغ عددها 74 فوهة ناهيك عن أن ارتفاع سقفه أكثر من أسقف سائر الأسواق حيث يبلغ 11 متر ولكنه اليوم أصبح 10 متر بعد أن أُعِيدَ تبليط أرضيته لترتفع أكثر مما كانت عليه. ويمكن اعتبار هذا السوق التراثي بأنّه أفضل وأروع الآثار التي يعود عهدها إلى كريم خان زند وما زال إلى يومنا هذا محتفظاً بهيبته التجارية ويرتاده الناس لشراء ما يحتاجون إليه من سلع، وقد دوَّن أحد المؤرخين المعروفين وهو (فرصت الدولة الشيرازي) تقريراً تأريخياً حول هذا السوق جاء في جانب منه: «هذا السوق يمتد من بوابة أصفهان (دروازه اصفهان) إلى مدخل الأسواق القديمة ويشتمل على غرف فيها دكات واسعة في طرفيها، كما فيه 74 فتحة في الأطواق المرتفعة التي تغطيه على امتداده والتي تم تشييدها بشكل متناسب ودقيق، وتتوسطه أربعة مجمعات تجارية تسمى (چهار سوق) أي الأسواق الاربعة وهي مرتفعة السقف وتتقاطع مع الأسواق الفرعية والشرقية والغربية منه». ولهذا السوق التراثي خمس بوابات رئيسية تقع في جوانبه الأربعة، وفيه أيضاً ممران أحدهما ممتد من الشمال إلى الجنوب والآخر من الشرق إلى الغرب ويتقاطعان على شكل صليب، وجراء هذا التقاطع ينقسم إلى أربعة أسواق وهي:
1-الممر الشمالي الجنوبي من سوق وكيل: وهو يُعرف بسوق البزازين والذي يبدأ من بوابة أصفهان ويستمر حتى الزقاق الجنوبي من بناية مشير المعروفة باسم (سراي مشير)، وعلى جانبيه يوجد 82 متجراً بواقع 41 متجراً في كل جهة منه، وفي مدخل كل متجر هناك دكة مشيدة من قِطَع حجرية كبيرة فوق كل منها منقوشات جميلة. هذا السوق يرتفع عن سطح الأرض متراً واحداً لصيانته من الرطوبة، وكل متجر فيه دهليز داخلي مكون من طابقين، وفي الناحية الشمالية الشرقية من هذا الممر تم بناء ثلاثة فنادق كجزء من الخدمات التي كانت موجودة في السوق القديم، وهي (نزل روغني) و (گمرك) و (أحمدي)، لذا فهي موجودة في داخل السوق، وكل واحد منها مكون من عدة غرف.
2-الممر الشرقي من السوق: ويُطلَق عليه اسم (علاقة بندان) وفيه 38 متجراً بواقع 19 متجراً في كل جانب منه، وهي اليوم مخصصة لبيع السجاد وكذلك فيه عدد من متاجر العطارين.
3-الممر الغربي: وهو يسمى (تركش دوزها) وفيه 20 متجراً بواقع 10 متاجر في كل جانب منه، وهي اليوم مخصصة لبيع السجاد الإيراني فقط.
4-الجزء الجنوبي من الممر الغربي: وهو يُعرف باسم سوق السيوف (بازار شمشيرها) ويقع مدخله مقابل بوابة مسجد وكيل وفيه 22 متجراً بواقع 11 متجراً في كل جانب منه.

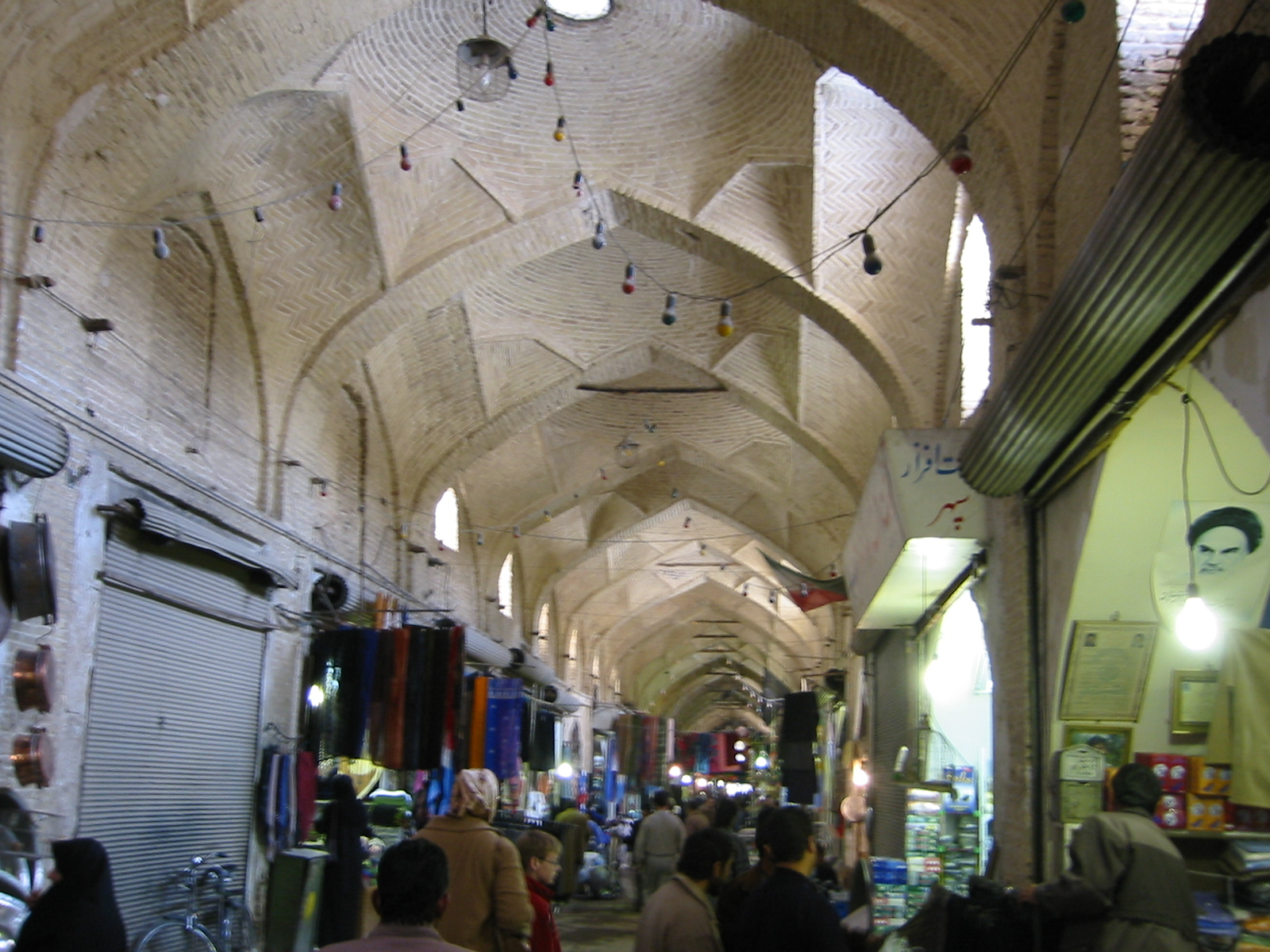
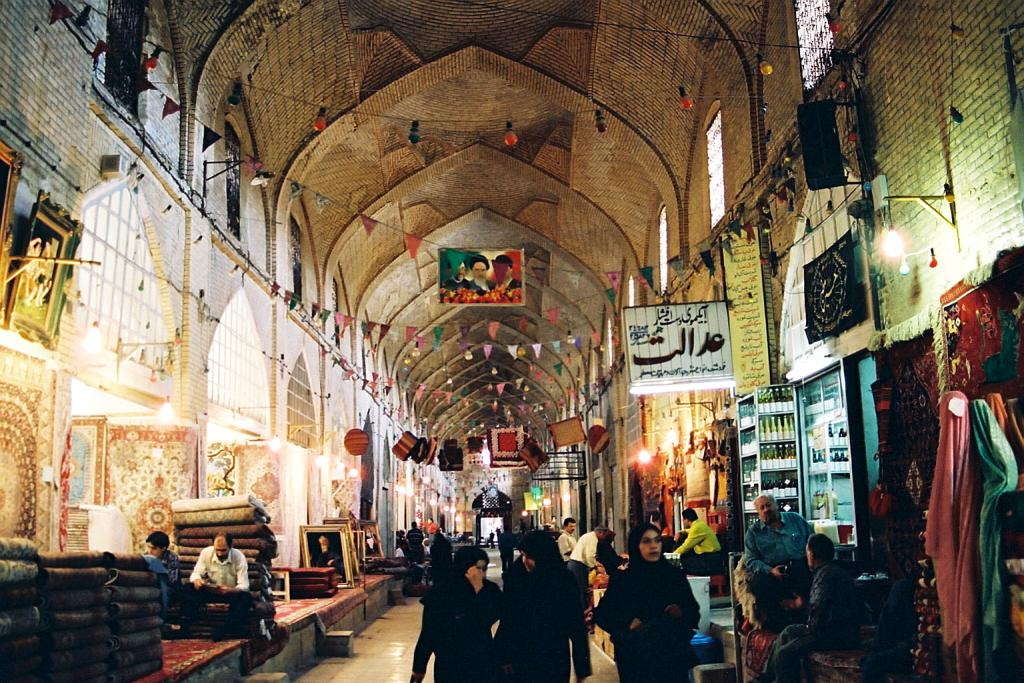
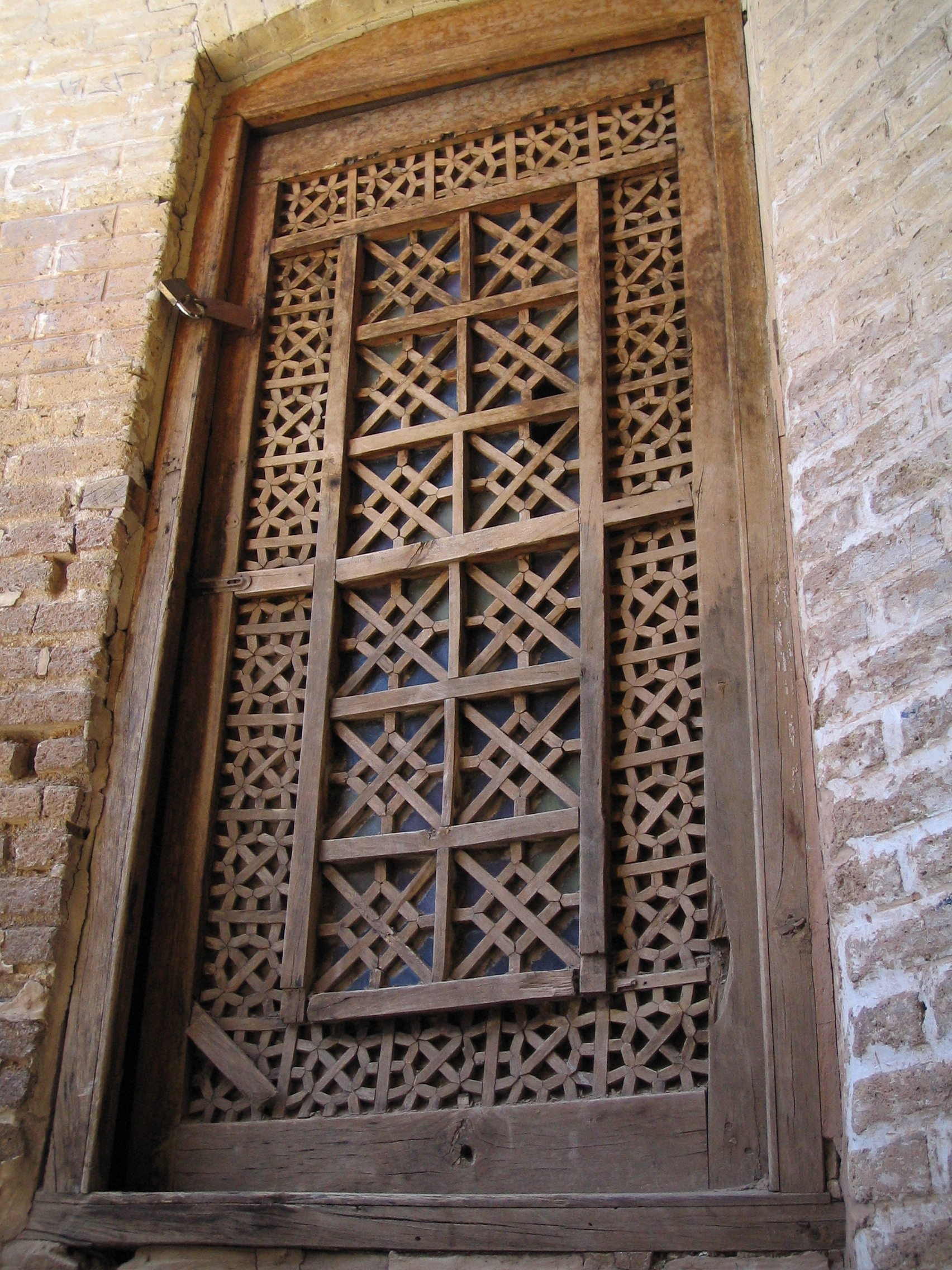
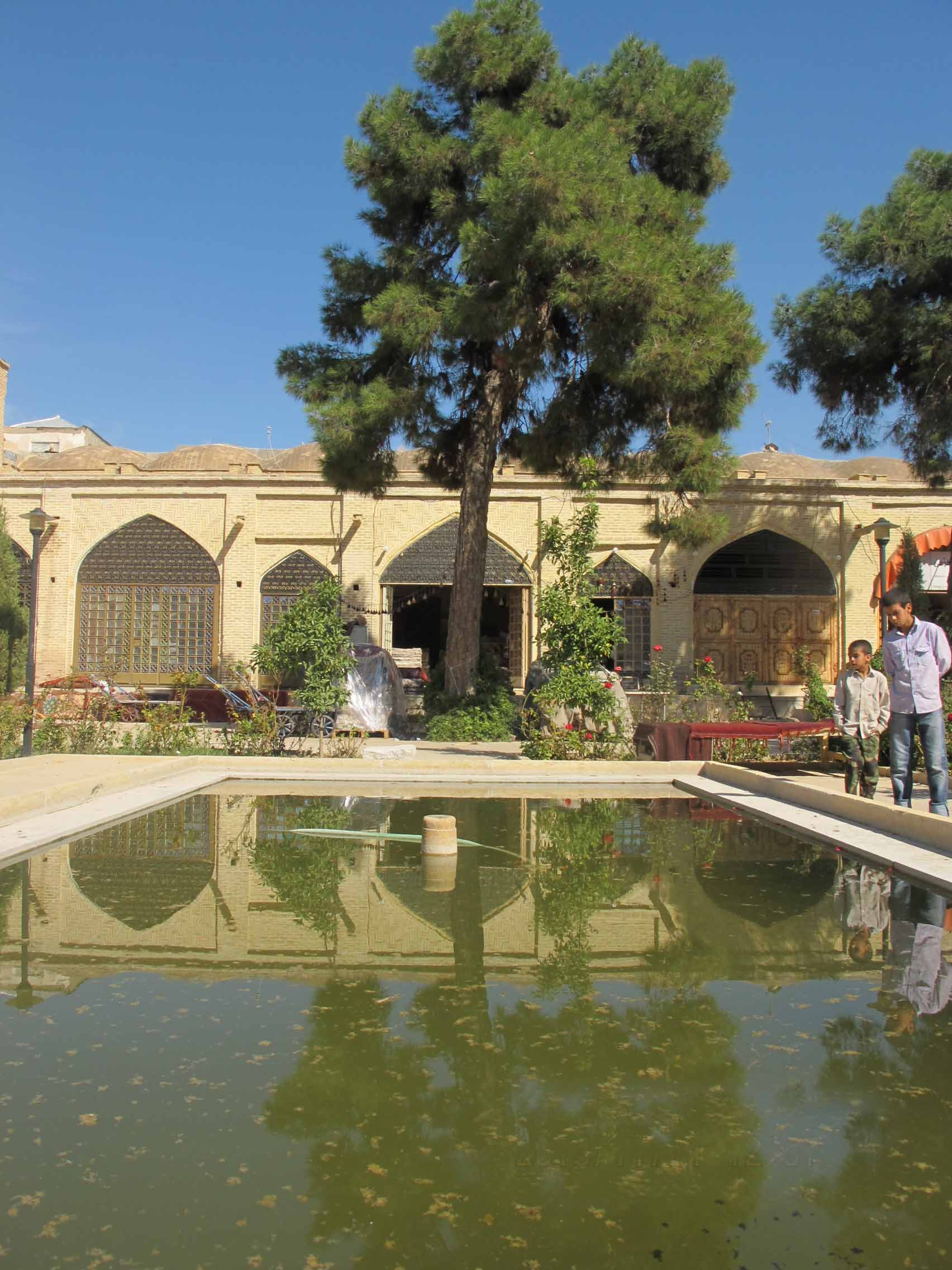

## البناء
بطبيعة الحال تم بناء هذا السوق الأثري بمواد البناء الإنشائية المتعارفة في تلك الآونة، حيث استُخدِمَ فيه الجبس والطابوق إلى جانب بعض القطع الحجرية الجبلية، وضمن الأسواق الأربعة تتفرع أربعة فروع لسوق وكيل وهي ذات سقف مرتفع وتم تشييدها في إطار معماري فذ. كما كان نظام تكييف الهواء في هذا السوق يعمل بالكامل، وذلك بسبب الارتفاع العالي لسقف السوق. حيث كانت النوافذ والفوهات الموجودة تحت السقف والمسماة بـ (جامخانه) أو (هورنور) توفر للسوق ما يكفيه من تيار الهواء وإلاضاءة غير أنّ هذه النوافذ أُغلِقَت بعد عملية تحديث وترميم شهدها السوق.

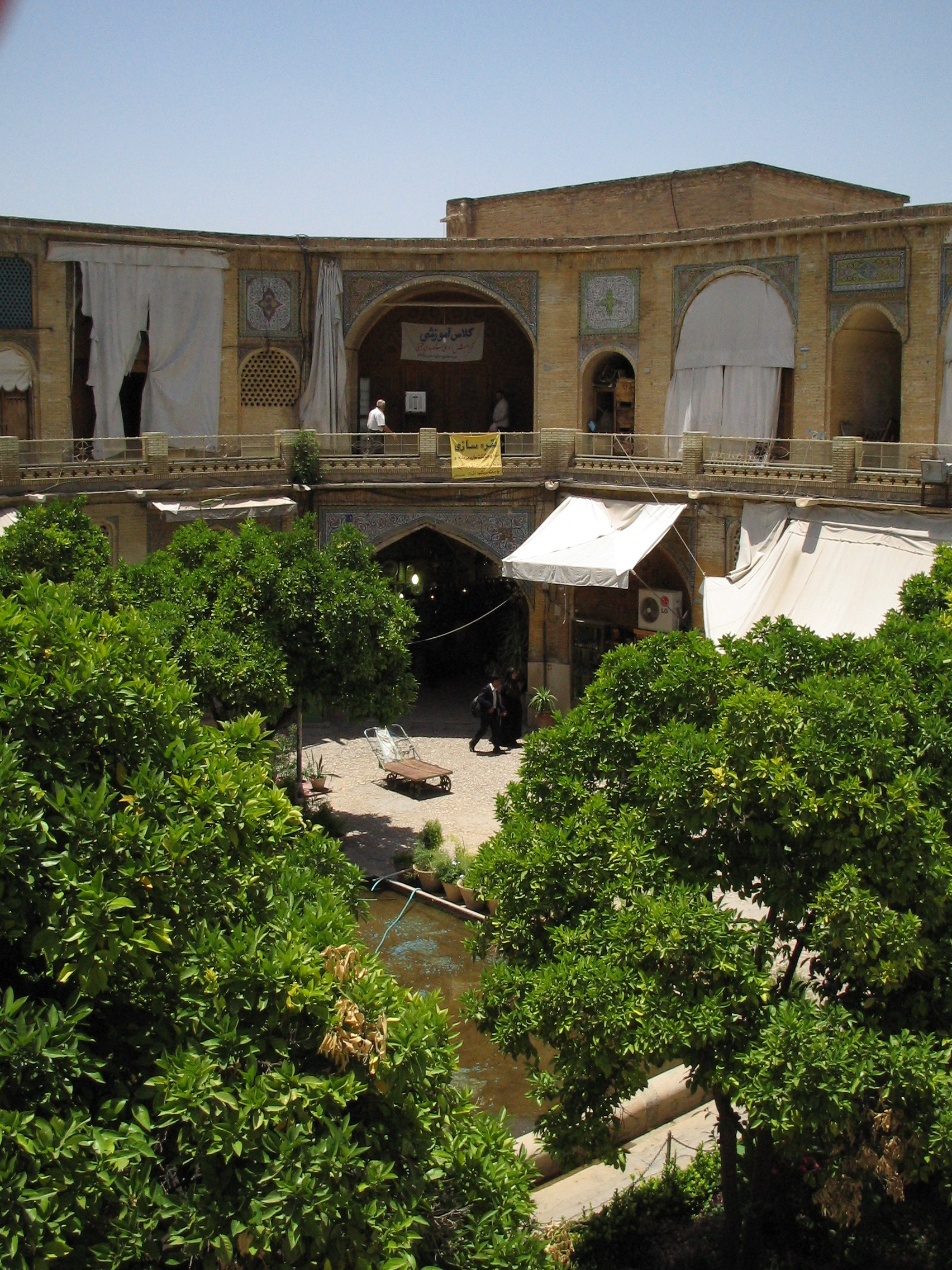
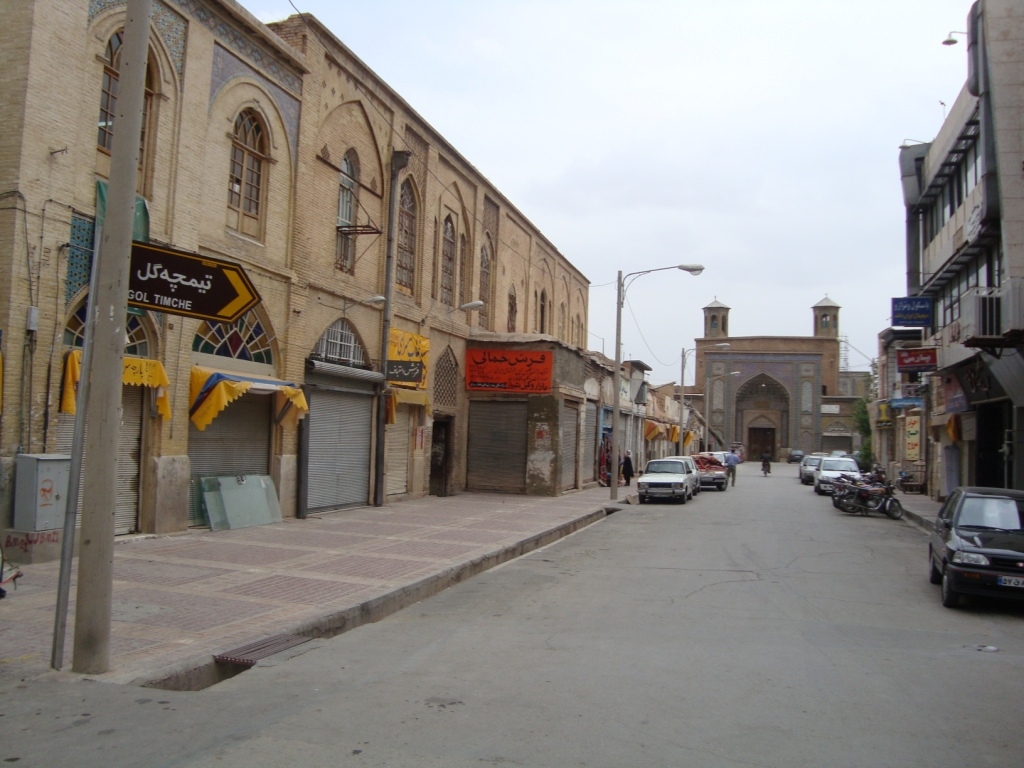

## بضائع السوق قديماً
البضائع في هذا السوق التراثي الحي متنوعة وغالبيتها (ولا سيما في العهود السالفة) عبارة عن منتجات تم تصنيعها محلياً، لذلك نجد فيه سوقاً مخصّصاً لبيع الأقمشة، وآخر للمصنوعات الزجاجية، وللخياطين، وهناك سوق مخصص لخياطة وبيع القبعات القديمة والحديثة، وآخر للمصابيح القديمة، وكذلك سوق كانت تباع فيه السيوف، لكن بضائع هذه الأسواق اليوم تختلف عما كانت عليه سالفاً.

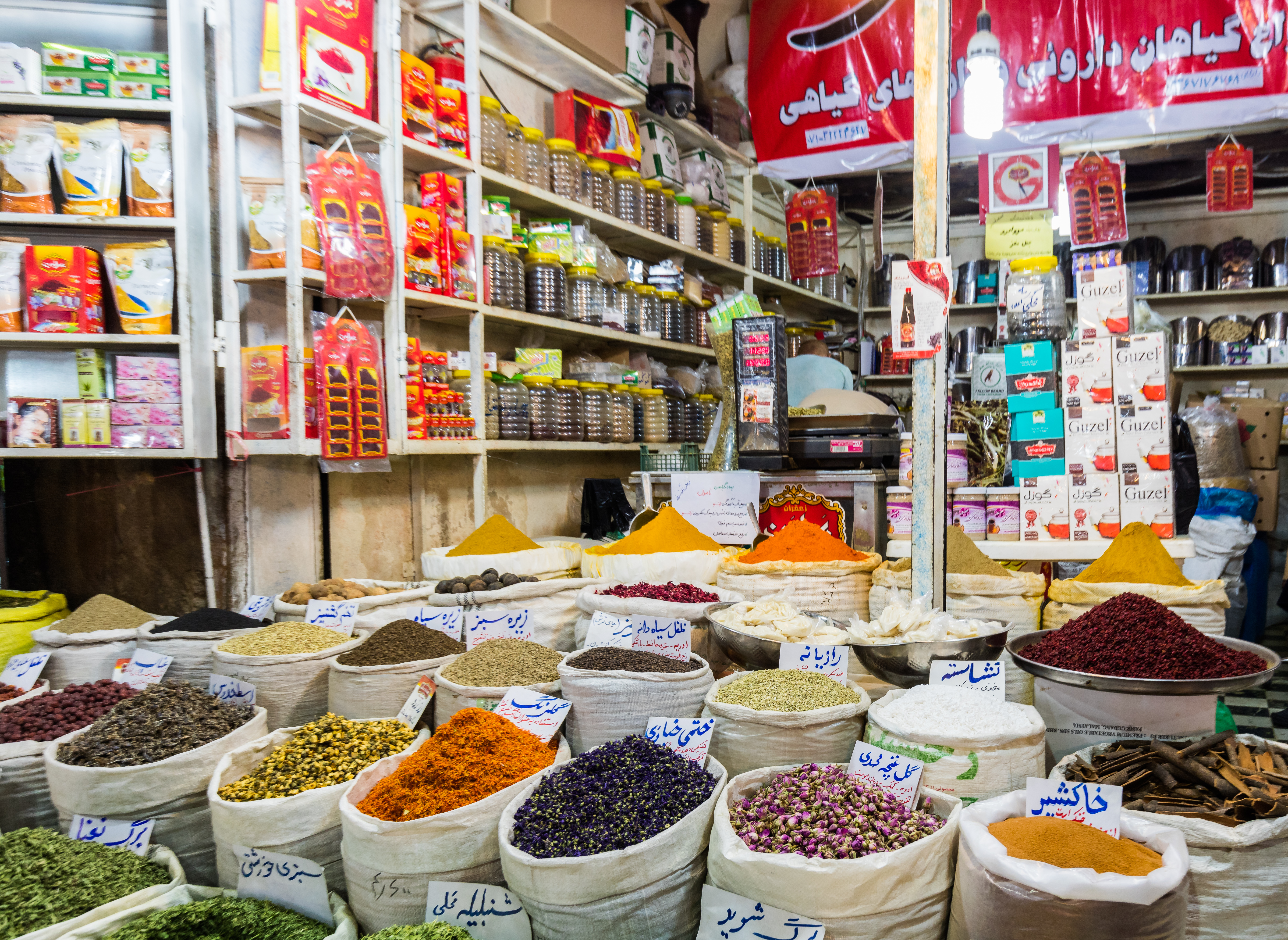

## مكانته السياحية
اليوم يُعَد سوق وكيل من أهم مراكز شيراز التجارية وأحد أفضلها جذباً للسياح لاسيما الراغبين منهم في التسوق مستمتعين بأجواء جميلة ومهدئة ومتمتعة بالروح التاريخية بالإضافة إلى عثورهم على مجموعة فاخرة من الصناعات اليدوية خاصةً السجادات اليدوية وخلاصات الاعشاب الطبية.

## معرض الصور

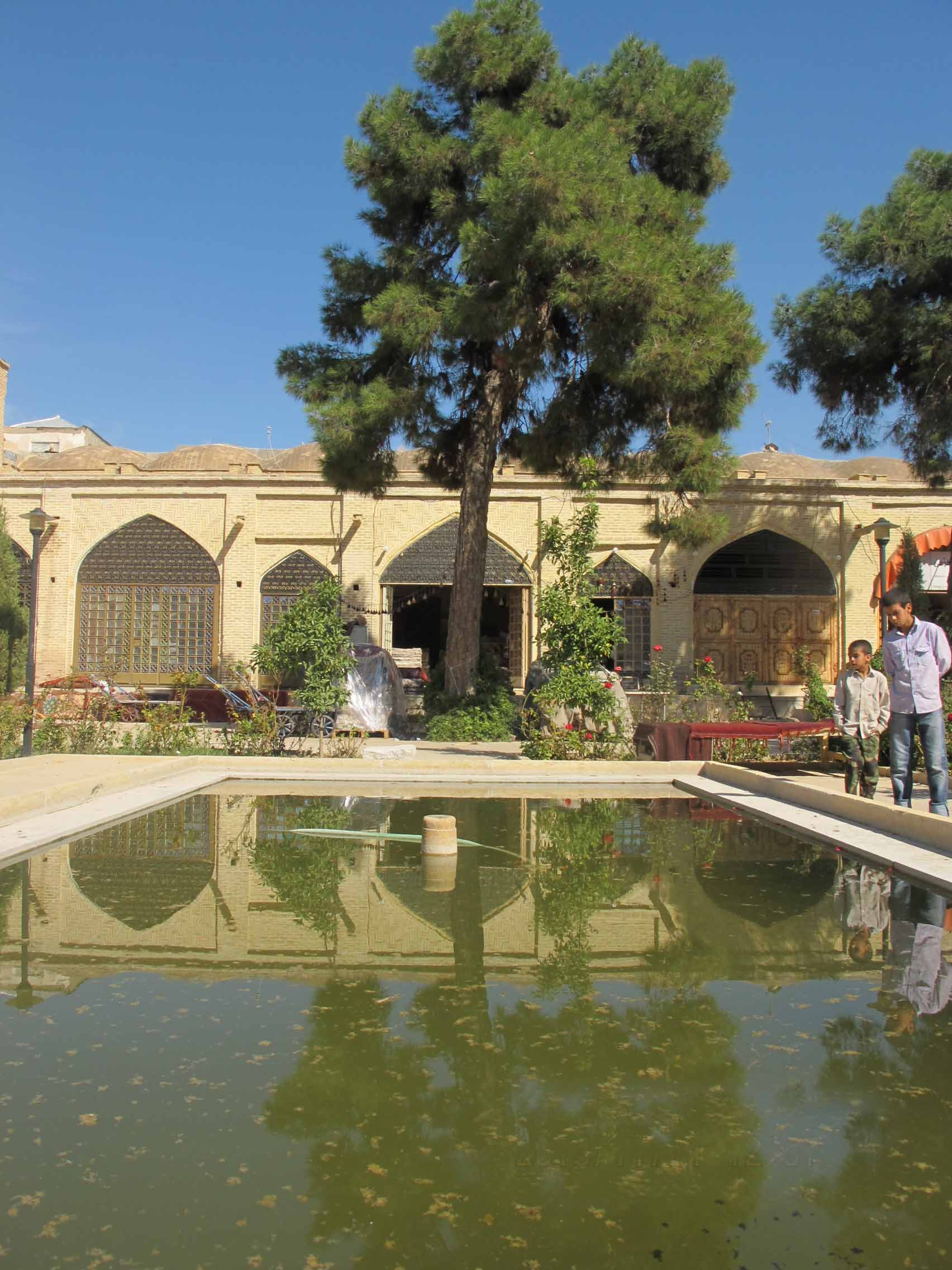
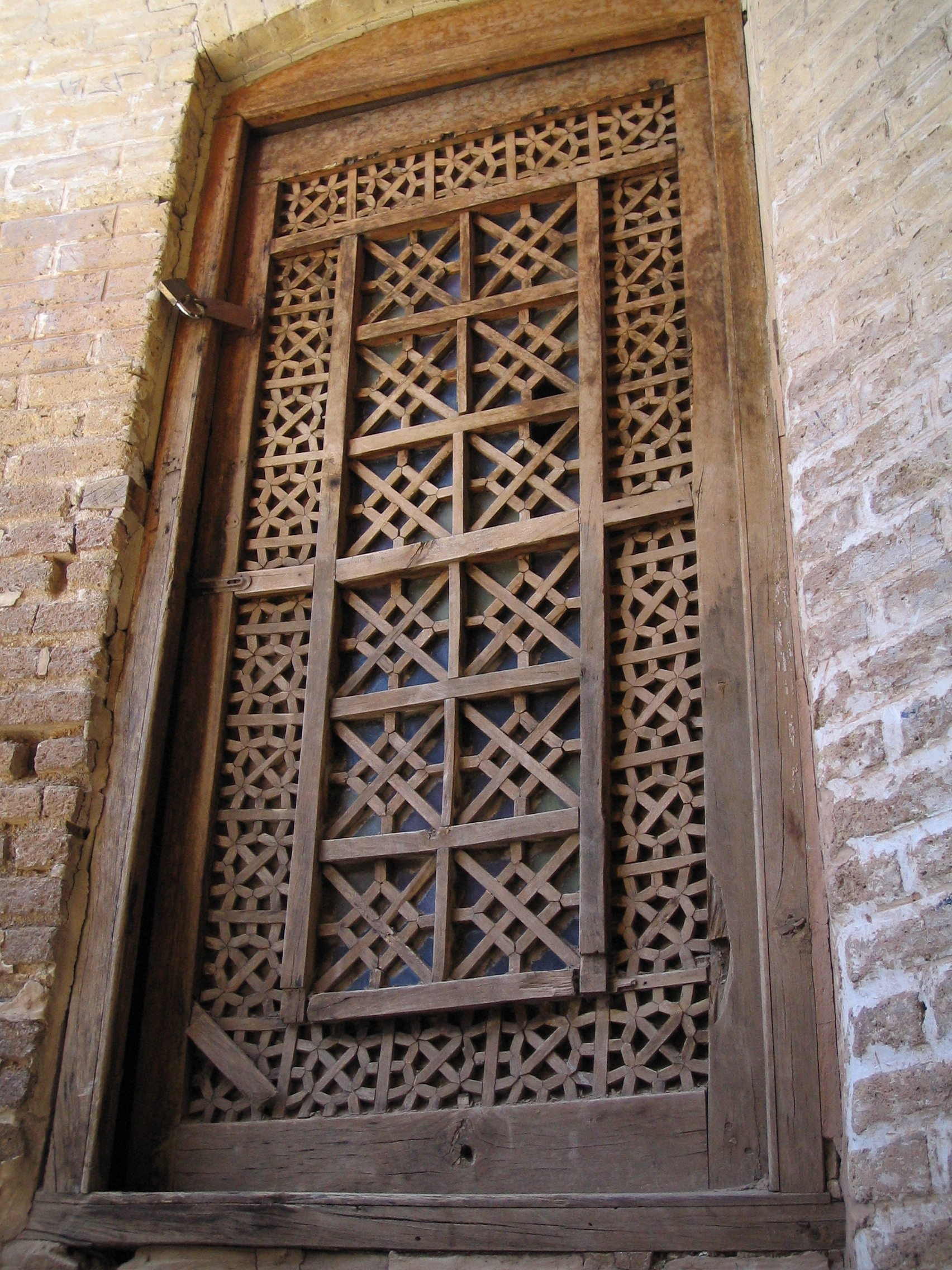
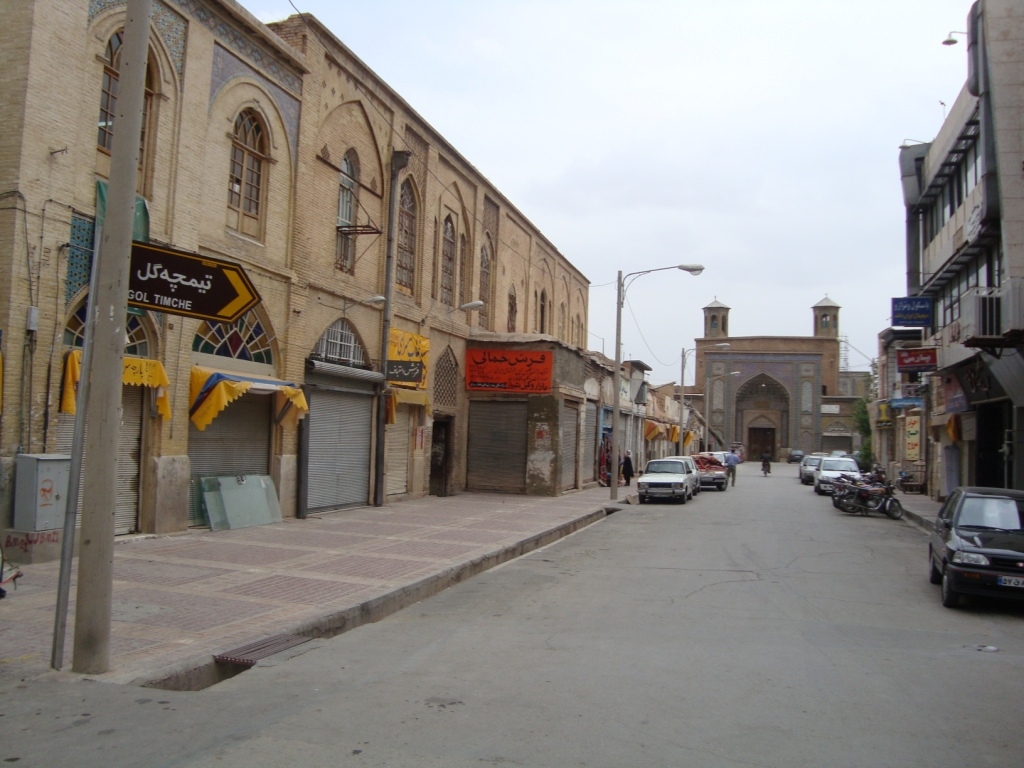
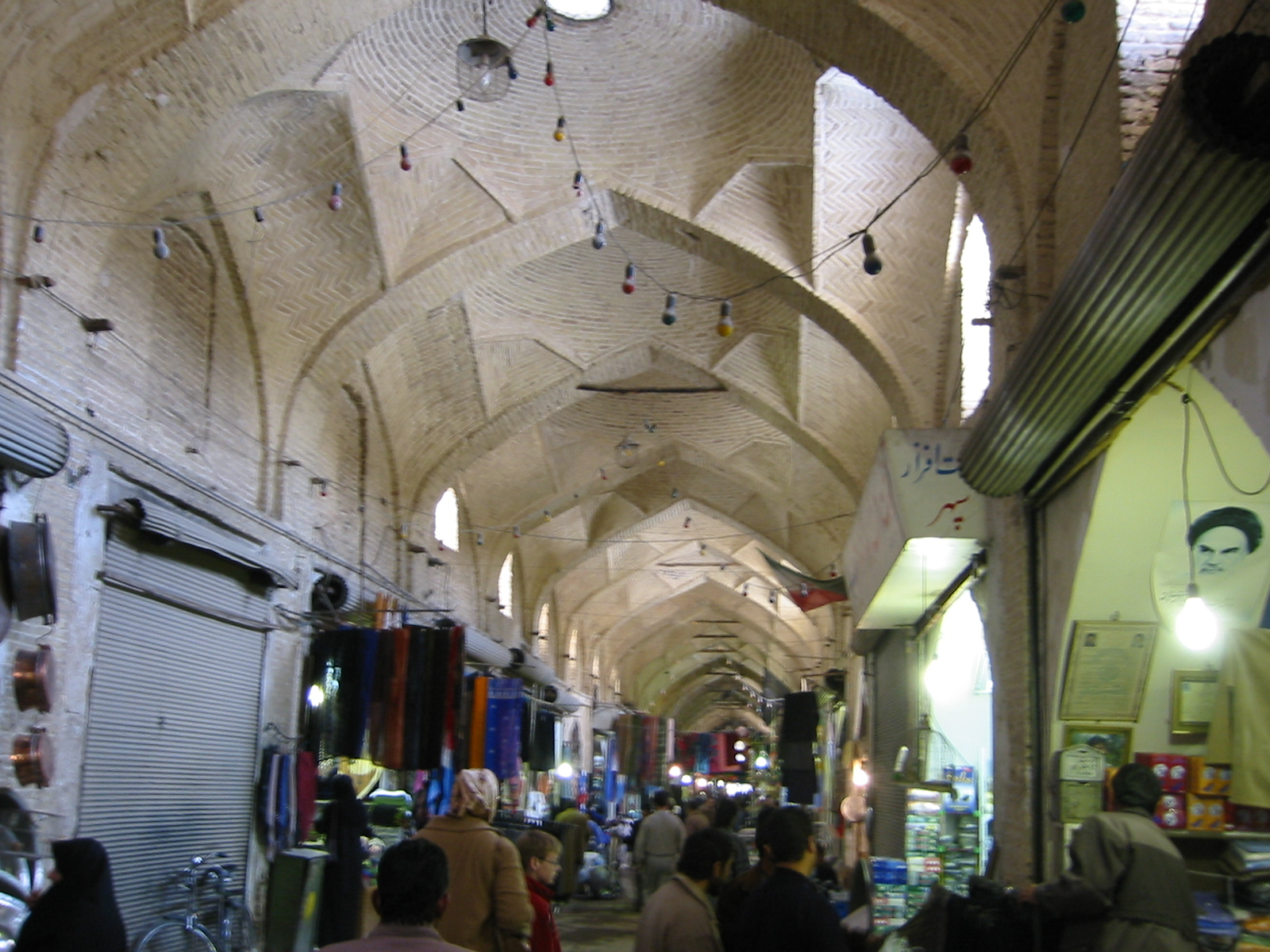
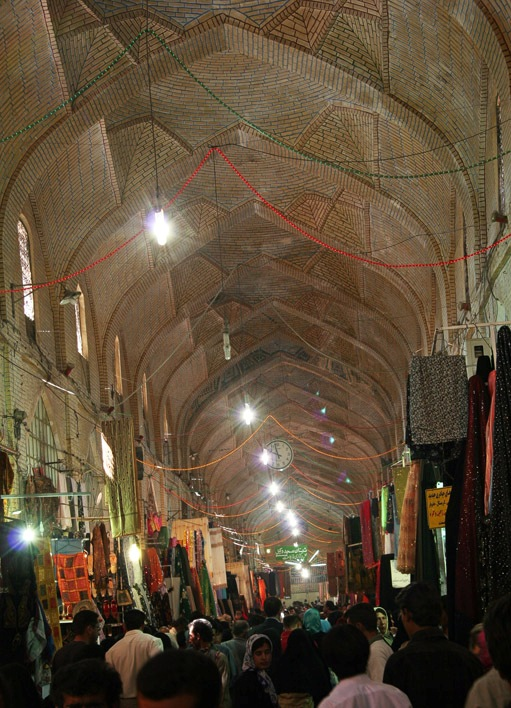
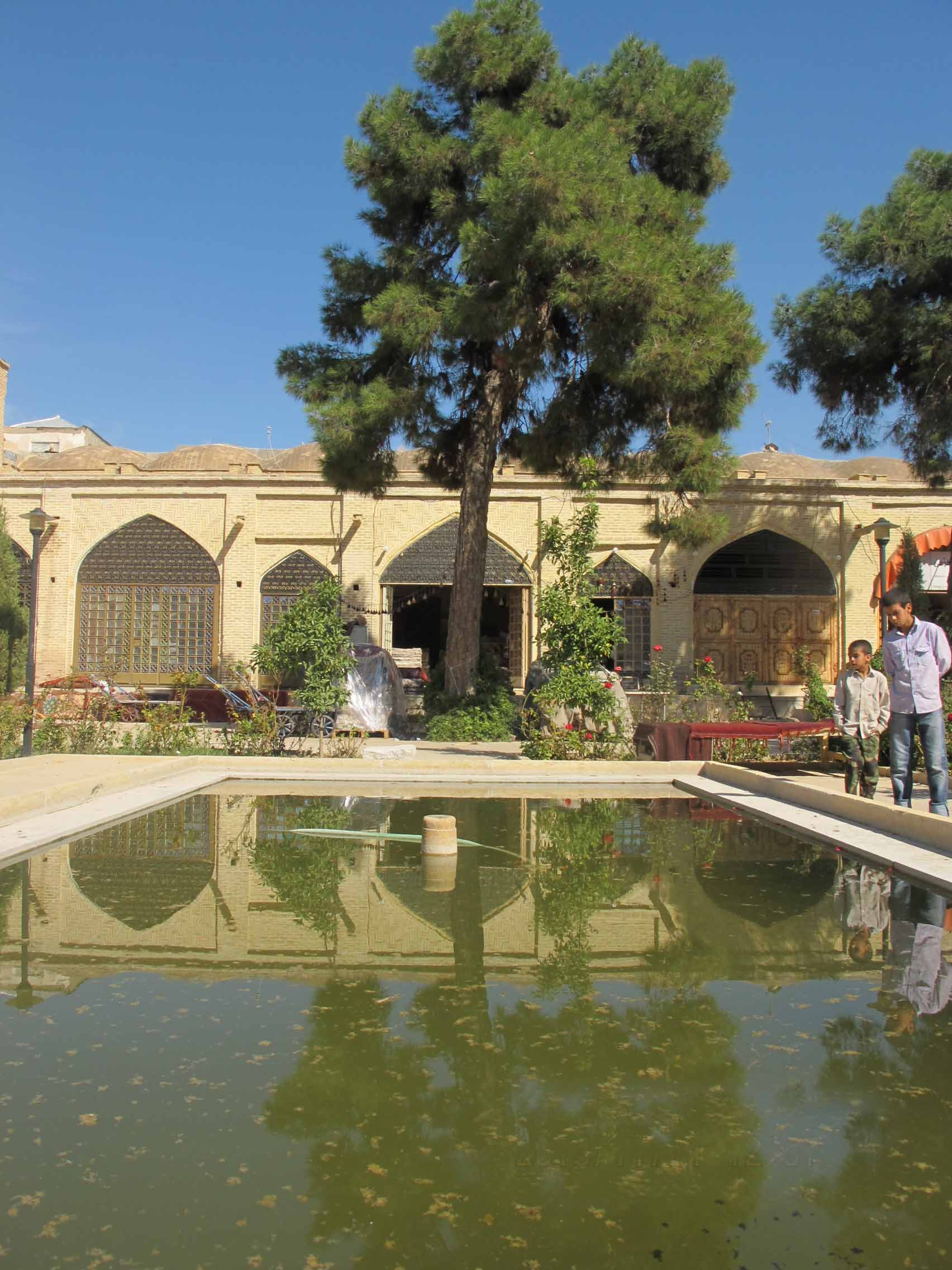
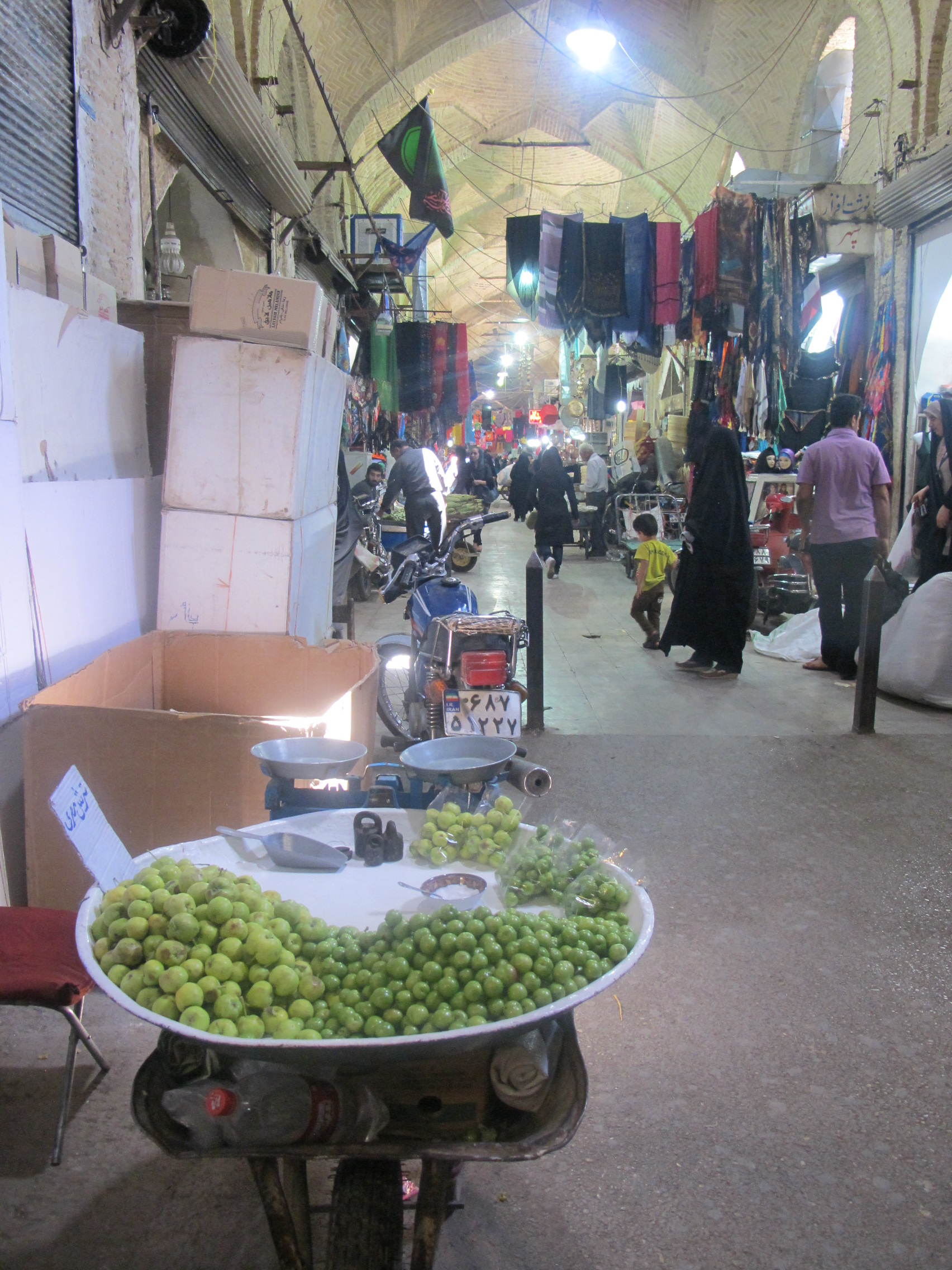
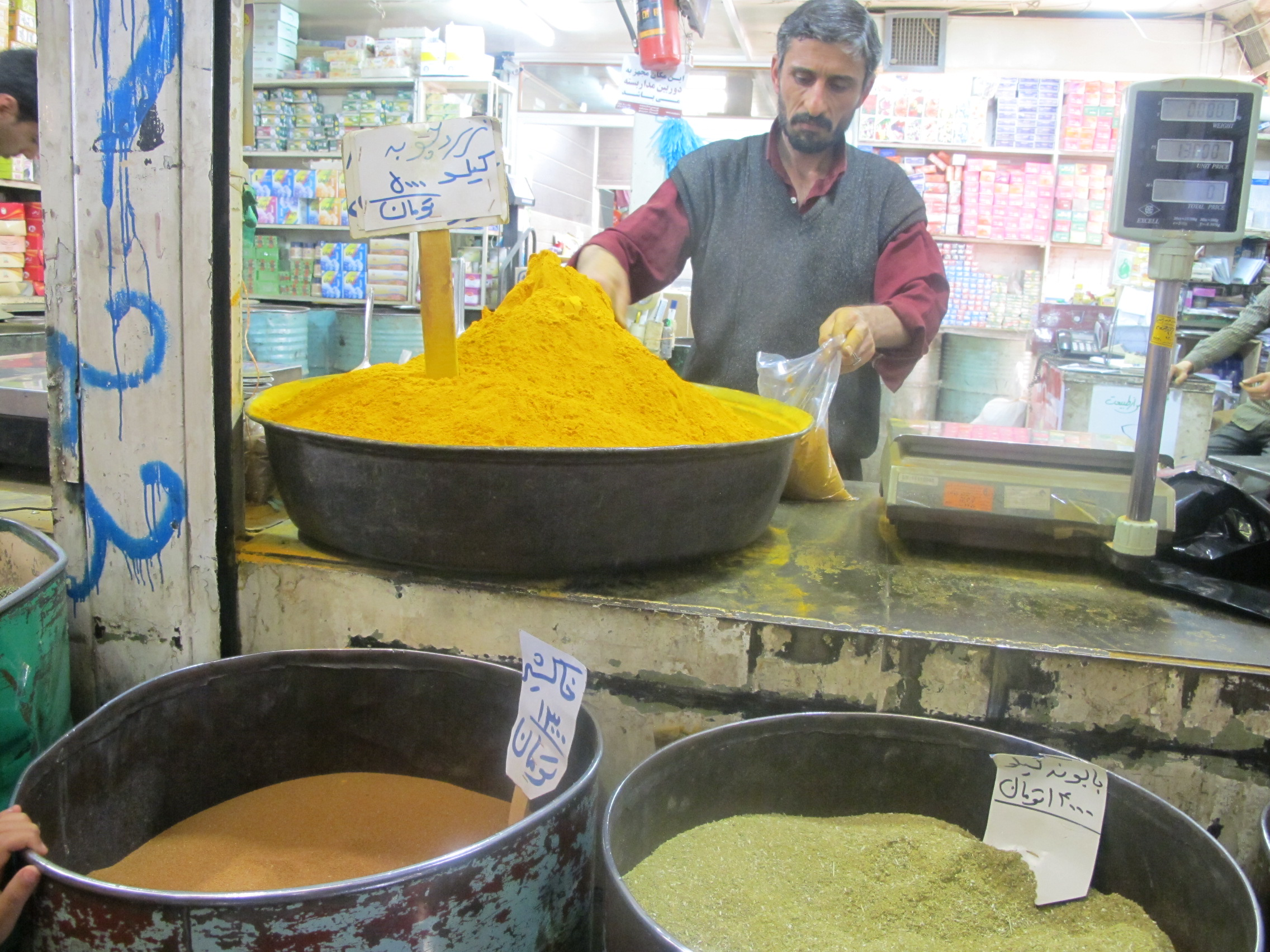
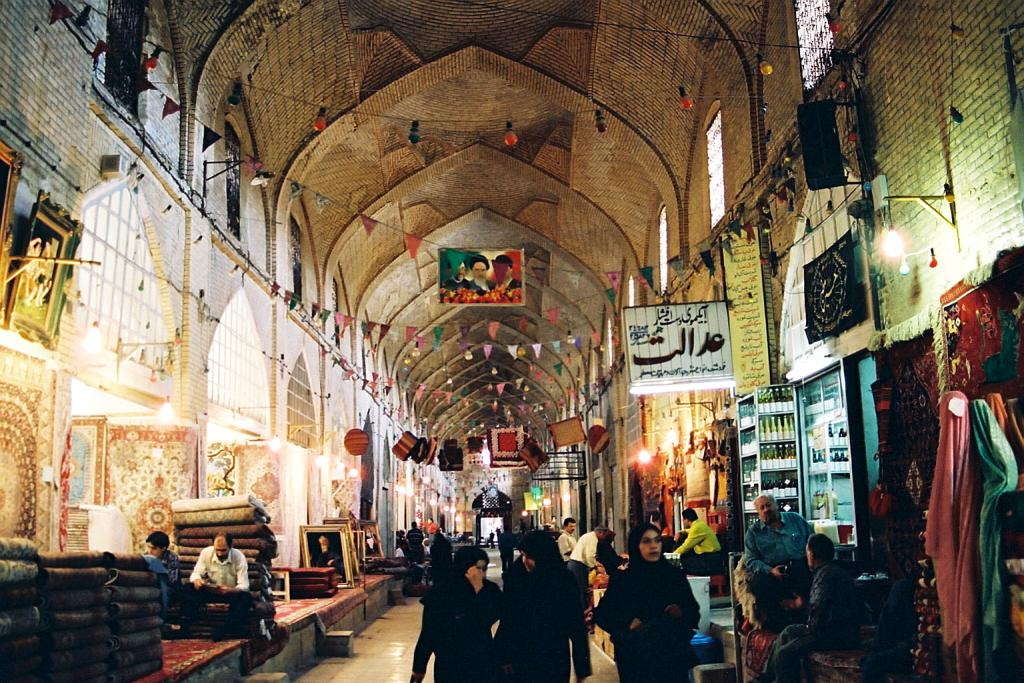
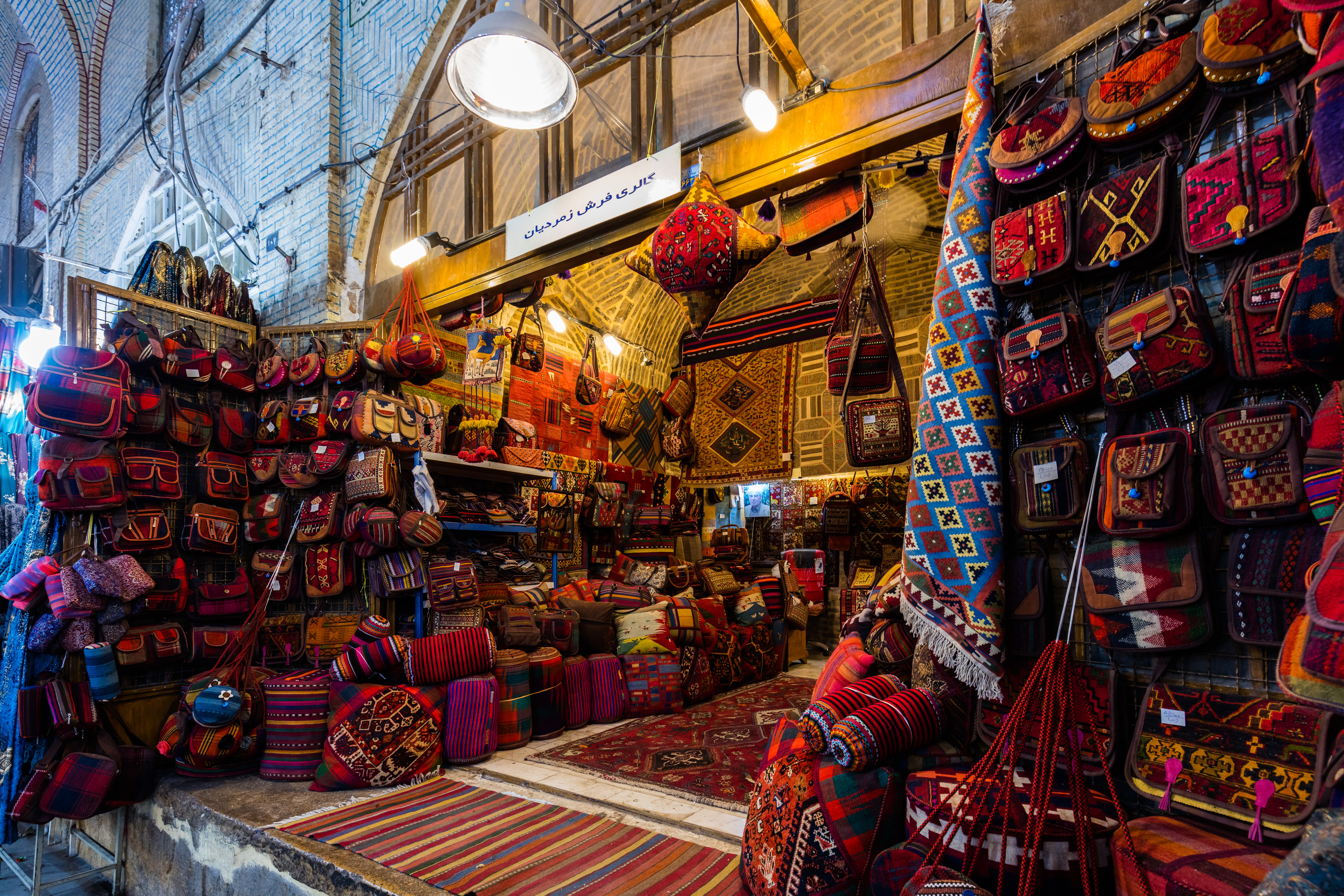
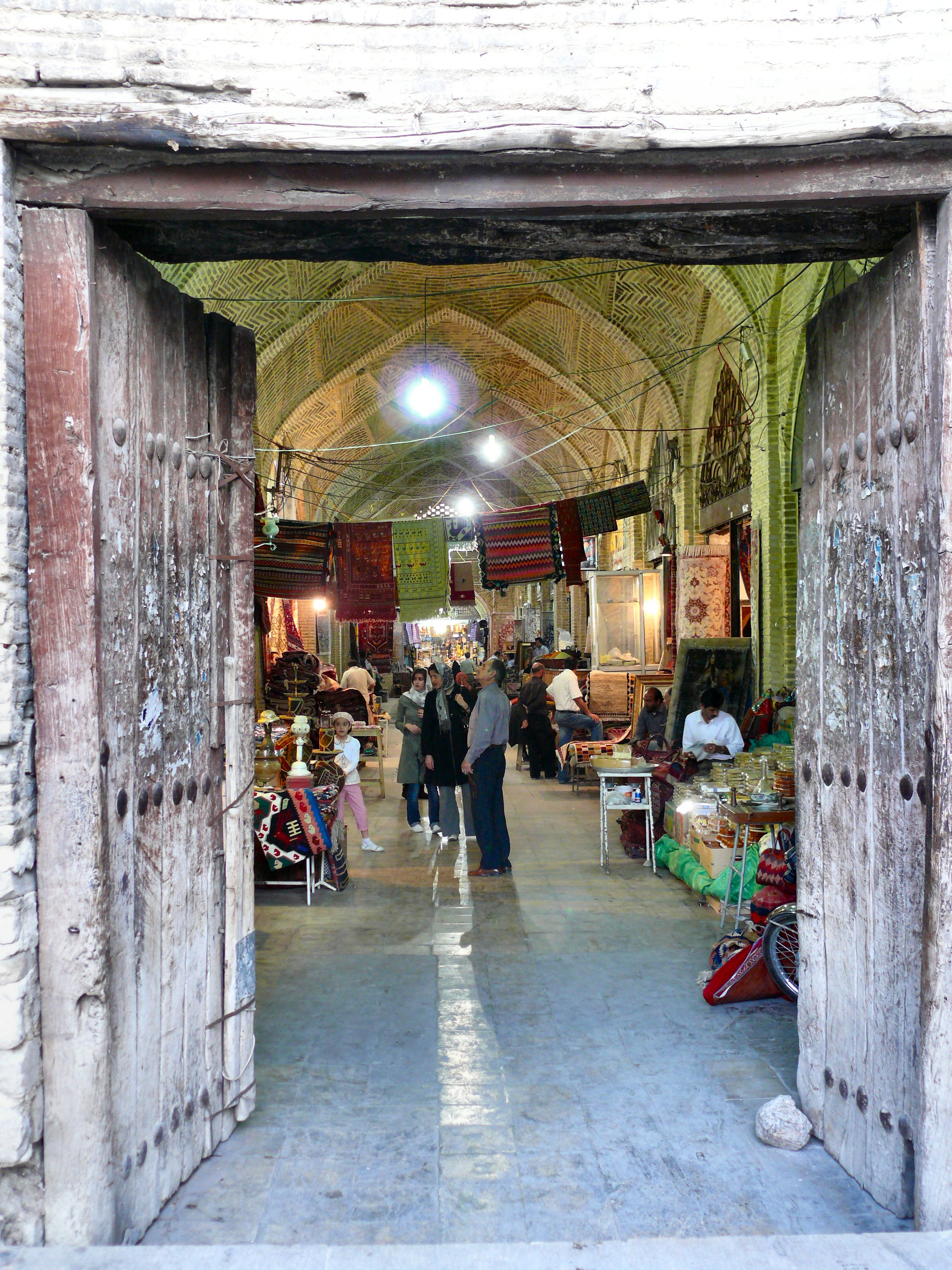
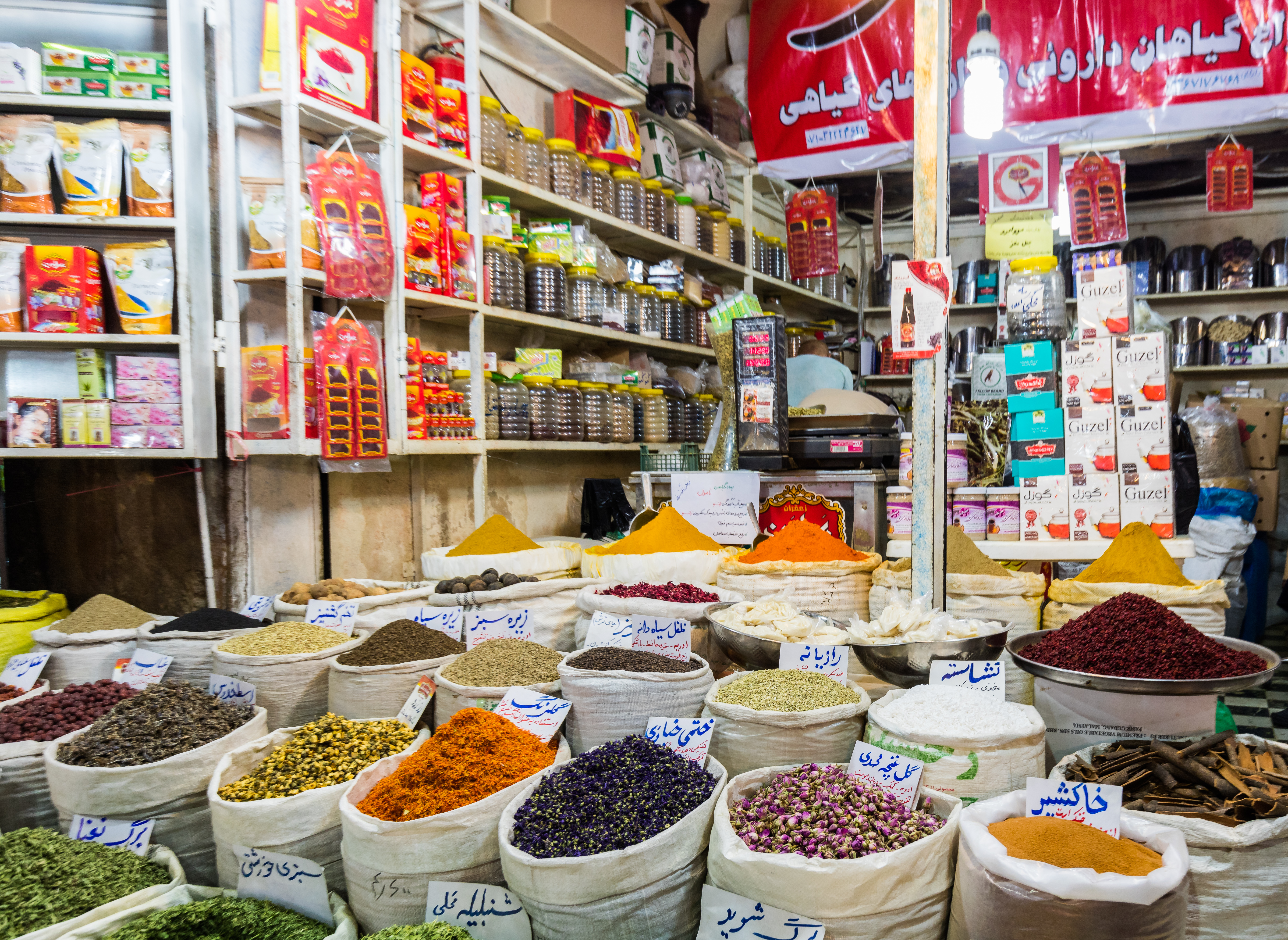

## انظر ايضاً
- بازار تبريز
- مسجد الشاه
- بازار سيبه
- حديقة الماء والنار
- إيران
- بازار